# Établissement rural de Pouchnoï
L'établissement rural de Pouchnoï (en russe : Сельское поселение Пушной) est une entité municipale de Russie formée en 2005, du raïon de Kola dans l'oblast de Mourmansk. Son siège administratif est la localité de Pouchnoï.

## Géographie
L'établissement rural se situe dans le raïon de Kola, un des raïons de l'oblast de Mourmansk. Le raïon et l'oblast se trouvent dans le nord européen de la Russie.

## Politique administration
La municipalité est un établissement rural, qui a été créé en 2005. Elle possède sa propre douma et un chef de l'administration.

## Population
Recensements (*) et estimations de la population,:
| 2010* | 2021* | 2023  | - |
| ----- | ----- | ----- | - |
| 1 200 | 1 050 | 1 029 | - |

## Localités
| Localité      | Statut       | Population 2010 | Population 2021 |
| ------------- | ------------ | --------------- | --------------- |
| Kitsa         | village-gare | 45              |                 |
| Loparskaïa    | village-gare | 173             |                 |
| Morkaïa Kitsa | localité     | 40              |                 |
| Pestchany     | localité     | 139             |                 |
| Poulozero     | village      | 7               |                 |
| Piaïve        | localité     | 782             |                 |
| Taïbola       | village-gare | 14              |                 |